# Anniella pulchra
Anniella pulchra (tên tiếng Anh: Thằn lằn không chân California) là một loài thằn lằn trong họ Anniellidae. Nó thường bị nhầm lẫn với rắn.

## Mô tả

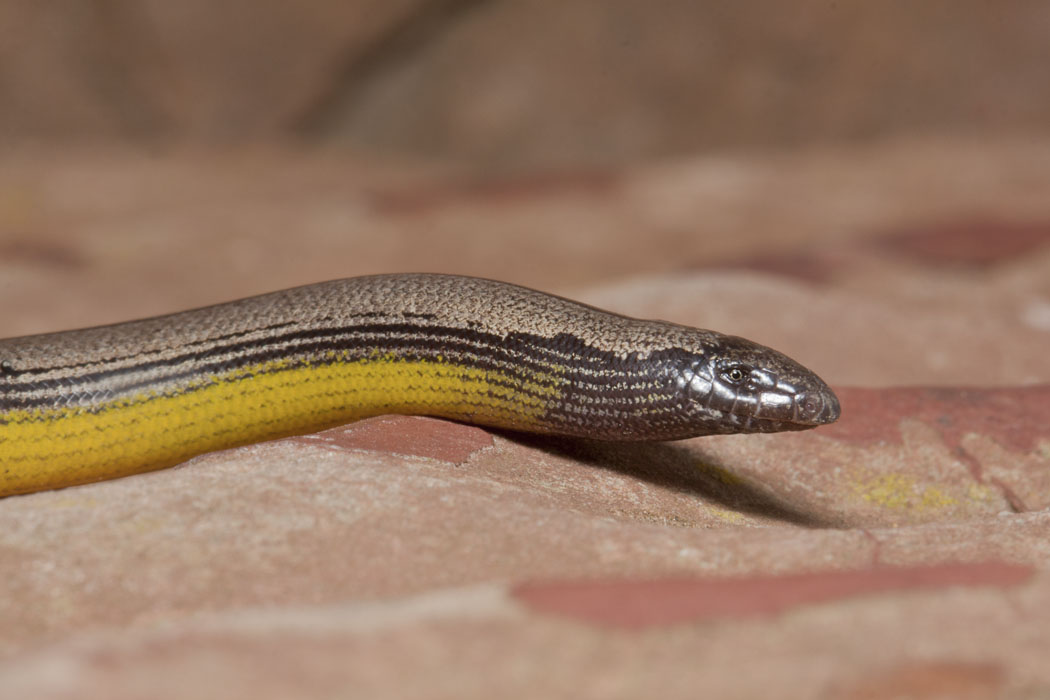
Anniella pulchra, Los Osos, CA

Loài thằn lằn này dài khoảng 7 inch (18 cm) từ mõm đến huyệt (không bao gồm cả đuôi). Chúng nhỏ, vảy mịn. Nó thường có màu bạc ở trên và màu vàng bên dưới, nhưng các hình thức màu nâu đen hoặc tối tồn tại ở Monterey County, California đã được cho là một phân loài riêng biệt.

## Phân loại
Thằn lằn không chân California trước đây có hai phân loài được công nhận dựa trên sự biến đổi màu sắc: Thằn lằn không chân California, A. p. pulchra, và Thằn lằn không chân California đen, A. p. nigra. Tuy nhiên, phân loại hiện đại cho rằng chúng chỉ đơn giản là chứng nhiễm hắc tố.

## Chế độ ăn uống
Chế độ ăn uống của chúng bao gồm chủ yếu là bọ cánh cứng, ấu trùng côn trùng, mối, kiến, và nhện.

## Sinh sản
Con đực nhỏ hơn con cái, nếu không có sự khác biệt rõ ràng giữa hai giới tính. Con cái đẻ trứng thai và có lẽ sinh sản giữa đầu mùa xuân và tháng Bảy, với 1-4 con non sẽ nở vào tháng mười một. Thằn lằn non giống bố mẹ của chúng, ngoại trừ việc là như phiên bản nhỏ hơn.

## Hình ảnh

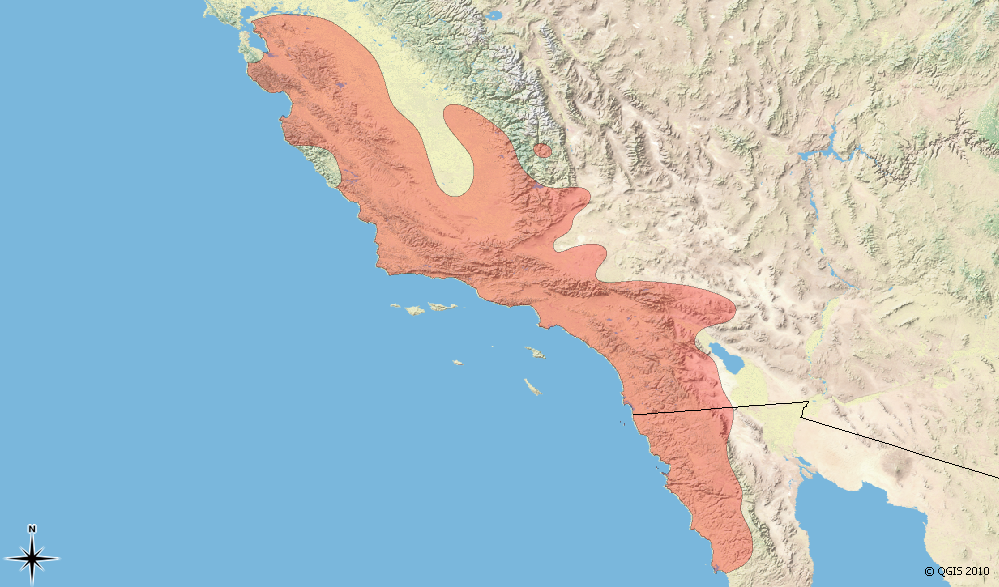